# Malthonica aliquoi
Malthonica aliquoi är en spindelart som först beskrevs av Brignoli 1971.  Malthonica aliquoi ingår i släktet Malthonica och familjen trattspindlar. Inga underarter finns listade i Catalogue of Life.